# Che Peyer

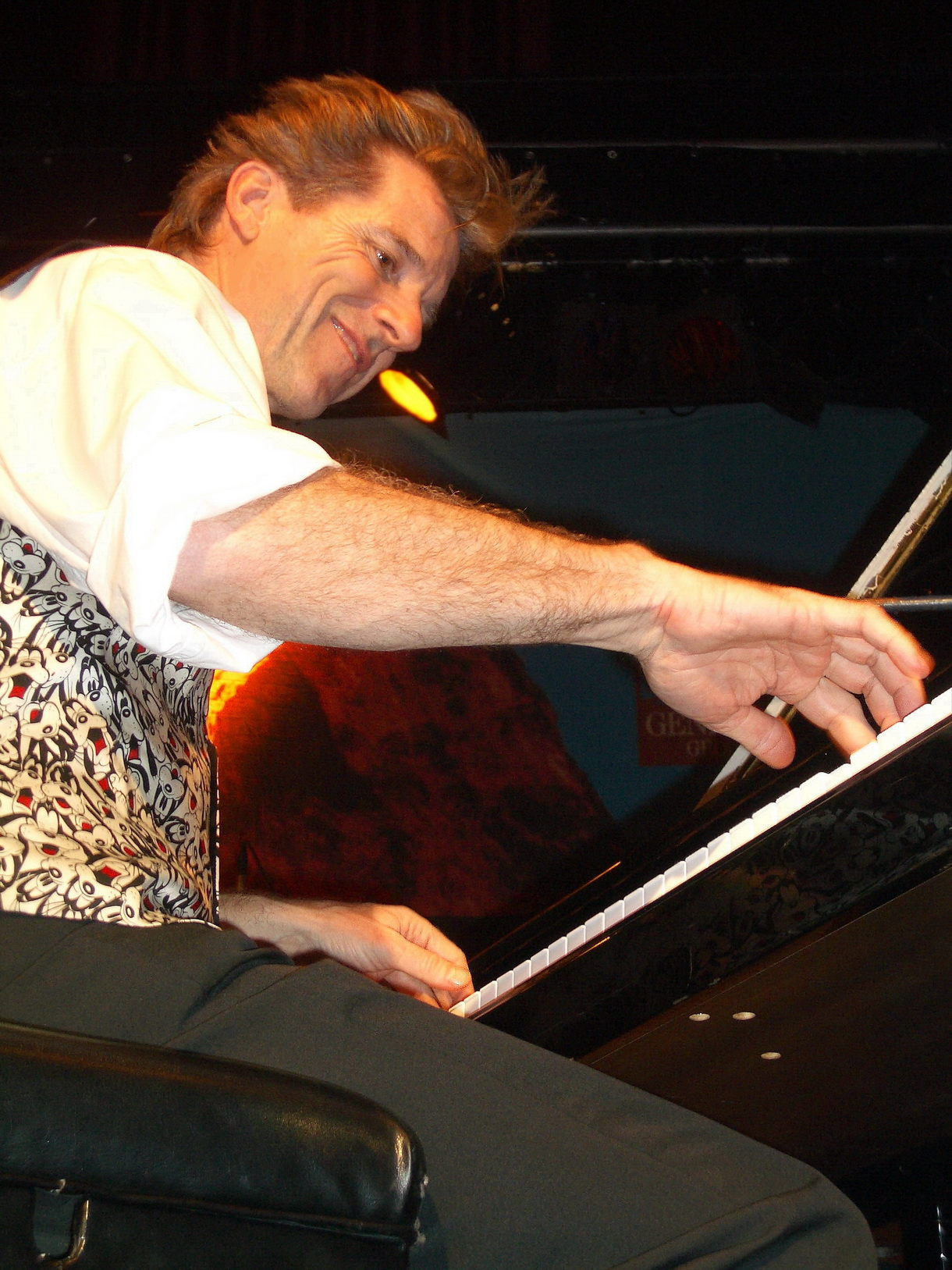
Che Peyer (2005)

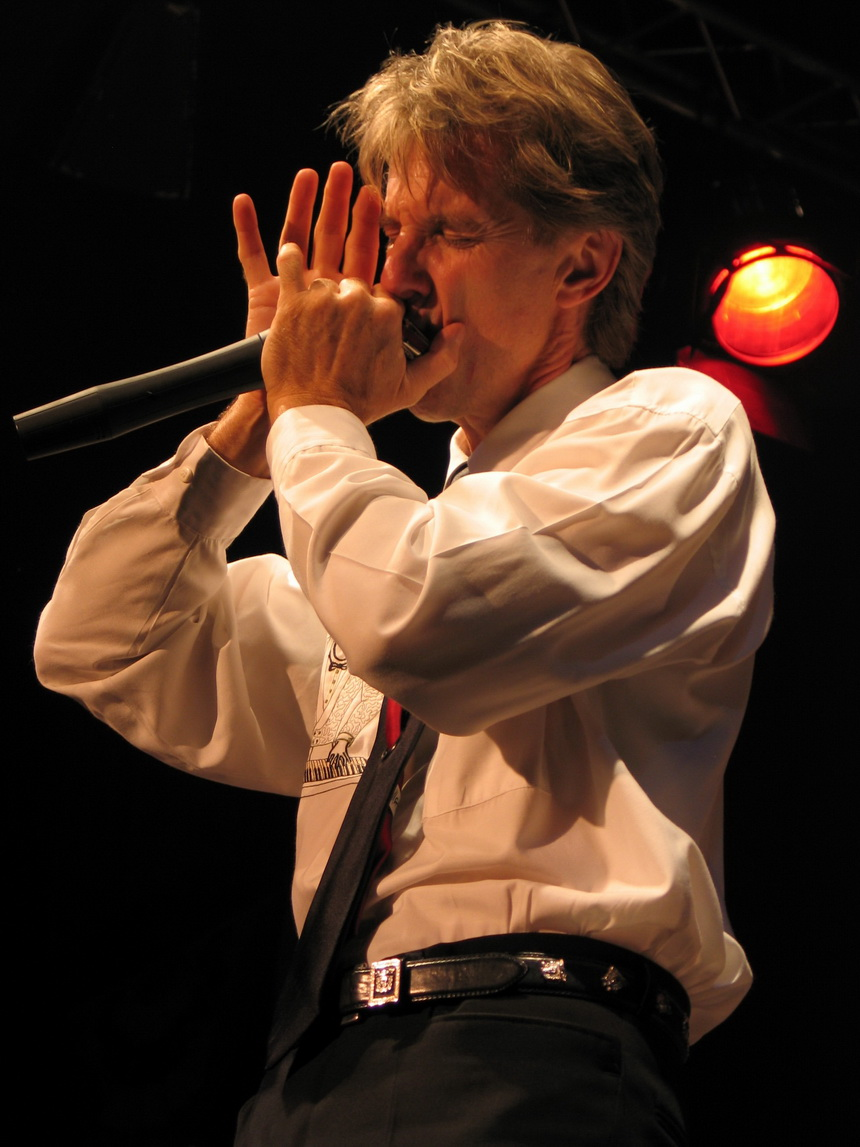
Che Peyer mit Bluesharp (2005)

Jean-Marc „Che“ Peyer (* 7. Mai 1950 in Adliswil) ist ein Schweizer Boogie-Woogie- und Blues-Pianist sowie Blues-Harp Spieler aus Zürich. Er absolvierte das Wirtschaftsgymnasium und brach seine Sportlerkarriere als Karateka und Leichtathlet ab und legte 1966 den Grundstein zu seiner musikalischen Karriere.

## Karriere
Einige Jahre trat er damit solo oder zusammen mit seinem Freund und Sänger John Brack († 1. Mai 2006) auf. Der Schwerpunkt liegt auf schnellem Boogie-Woogie, Rhythm and Blues sowie Blues und Klassiker.
1968 gründete Che mit Raymond Fein das Boogie-Woogie-Duo Che & Ray. Im selben Jahr gewannen sie an zwei Flügeln das Eidgenössische Mittelschul-Jazzvestival.
Che Peyer konzentriert sich in seinem Klavierspiel vorwiegend auf die rechte Hand, wobei Ray ihn im Bass unterstützt. Es folgen einzelne und gemeinsame Auftritte, wo Che ausser am Flügel auch vermehrt mit der Gitarre und an der Blues-Harp auftritt. 1975 gibt Che Peyer zusammen mit Ray Fein im Bucheggplatz-Theater in Zürich ihr erstes abendfüllendes Konzert unter dem Namen Che & Ray. Mit mehr als 3200 Konzerten im In- und Ausland erreichen sie über drei Millionen Konzertbesucher und geniessen gute Medienpräsenz in Europa. 
2005 beschliessen Che & Ray, eine künstlerische Pause einzulegen und Che Peyer geht eigene Wege. Er gründete die Live-Style-Concerts. Diese Konzerte finden in seinem Haus statt. Er unterhält solo am Konzertflügel wie auch am Elektropiano und an der Bluesharp.
2006 veröffentlicht Che Peyer sein zweites Soloalbum: Boogie, Blues & More. Seit 2010 tritt Che Peyer nur noch als CHE auf. Unter diesem Namen veröffentlicht er 2010 auch sein drittes Soloalbum: CHE in concert welches 2017 den Gold Status erreicht.

## Diskographie
- 1975 – Giants of Boogie-Woogie & Blues (live)
- 1976 – Burning the Boogie
- 1977 – Boogie Explosion
- 1977 – Che & Ray Live
- 1979 – California
- 1980 – Crazy Boogie
- 1981 – Instrumental Boogie Woogie and Blues (Soloalbum von Che Peyer)
- 1983 – Right Time to Boogie
- 1986 – Boogie-Race – 10 Jahre unterwegs
- 1988 – The Zurich Session (live)
- 1991 – Midnight Special (live)
- 1992 – Boogie-Party (live)
- 1993 – Boogie Dig-It-All
- 1995 – Jubilee featuring John Brack
- 1999 – The Original 1968–1998 (Doppel-CD) (live)
- 2006 – Boogie, Blues & More (solo CD von Che Peyer mit Band)
- 2010 – CHE in concert (solo CD von CHE am Flügel, Blues-Harp und vocal ohne Band)